# Bratři Quayové

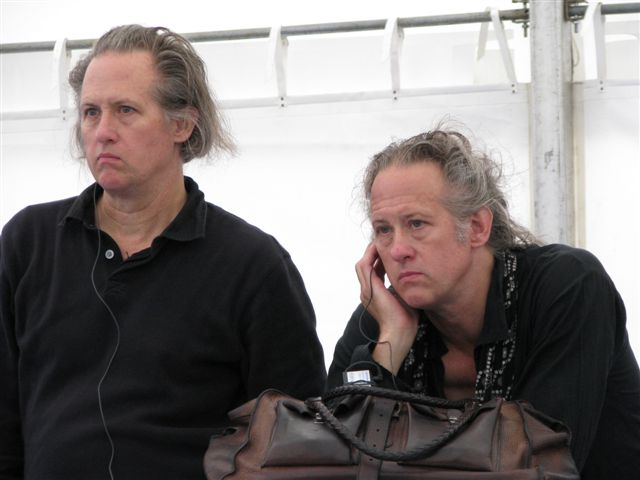
Bratři Quayové

Bratři Quayové (Brothers Quay) je dvojice britských výtvarníků a filmových režisérů amerického původu, kterou tvoří dvojčata Stephen Quay a Timothy Quay (narozeni 17. června 1947 v Norristownu, Pensylvánie). Jejich tvorba je experimentálně laděná, se silnými vlivy surrealismu.
Absolvovali londýnskou Royal College of Art, poté vystřídali řadu příležitostných zaměstnání, v roce 1979 natočili první animovaný film a o rok později založili spolu s producentem Keithem Griffithsem společnost Koninck Studios. Ve svých filmech využívají loutky a techniku stop motion, charakteristická je expresivní stylizace, nahrazení dialogů hudbou a zájem o sny a podvědomí. Mezi jejich uměleckými vzory jsou spisovatelé Franz Kafka, Bruno Schulz, Adolfo Bioy Casares, loutkáři Vladislav Starevič a Richard Teschner, hudební skladatelé Leoš Janáček, Zdeněk Liška, Igor Stravinskij, malíři Hieronymus Bosch a Max Ernst a filmaři Jan Švankmajer a Walerian Borowczyk. Za film Ulice krokodýlů byli v roce 1986 nominováni na Zlatou palmu. Byli mezi tvůrci, kteří se v roce 1988 podíleli na projektu filmové adaptace Všeobecné deklarace lidských práv. Vedle krátkometrážních snímků natočili dva celovečerní hrané filmy: Institut Benjamenta podle románu Roberta Walsera Jakob von Gunten a mysteriózní poctu klasické opeře Ladič pian zemětřesení.
Vedle filmu se věnují také knižní ilustraci (Anthony Burgess, Italo Calvino) a scénografii, za výpravu k Židlím Eugena Ioneska obdrželi roku 1998 cenu Drama Desk a byli nominováni na Tony Award. Natočili řadu televizních reklam a hudebních videoklipů, např. pro Petera Gabriela nebo skupinu His Name Is Alive. Vytvořili také animované sekvence pro film Frida, Peter Greenaway je obsadil do malých rolí ve svém filmu Fallové (1980). Filmové muzeum Eye Film Institute v Amsterdamu věnovalo Quayovým stálou expozici.
Roku 2024 se zúčastnili výstavy Kafkaesque a festivalu FALL v pražské galerii DOX.

## Filmografie
- 1979 Nocturna Artificialia
- 1981 Ein Brudermord
- 1981 The Eternal Day of Michel De Ghelederode
- 1983 Leos Janacek: Intimate Excursions
- 1984 The Cabinet of Jan Svankmajer
- 1986 Ulice krokodýlů
- 1988 Rehearsals for Extinct Anatomies
- 1989 The Pond
- 1991 De Artificiali Perspectiva or Anamorphosis
- 1994 The Sumit
- 1995 Institut Benjamenta
- 2000 In absentia
- 2001 Dog Door
- 2003 Songs for Dead Children
- 2005 Ladič pian zemětřesení
- 2010 Maska
- 2011 Anatomica Aesthetica
- 2013 Unmistaken Hands